# Noël Jannin
Noël Jannin (25 décembre 1850, Ouroux-sur-Saône - 22 novembre 1930, Chalon-sur-Saône), est un homme politique français.

## Biographie
Agriculteur et géomètre, il est maire durant quarante ans de Ouroux-sur-Saône. Élu conseiller général du canton de Saint-Germain-du-Plain en 1886, secrétaire du conseil général de Saône-et-Loire, il est élu député de Saône-et-Loire en 1919. Il est battu lors des élections de 1924.

## Sources
- « Noël Jannin », dans le Dictionnaire des parlementaires français (1889-1940), sous la direction de Jean Jolly, PUF, 1960 [détail de l’édition]